# Pena de morte na Suíça
A pena de morte foi abolida na Suíça pelo artigo 10, parágrafo 1 da Constituição Federal da Suiça. A pena capital foi abolida da lei criminal federal em 1942, mas permaneceu disponível na lei criminal militar até 1992. As últimas execuções conhecidas na Suíça ocorreram durante a Segunda Guerra Mundial.  

## Uso, abolição e reintegração
Na Idade Média e no início da modernidade, o método mais comum de execução, pelo menos para os homens, foi a decapitação com a espada. O arquivista Gerold Meyer von Knonau forneceu estatísticas para o cantão de Zurique desde o século XV até o século XVIII, inclusive. 1445 pessoas foram condenadas à morte (1198 homens, 247 mulheres). 915 deles foram condenados a serem decapitados, 270 enforcados, 130 queimados vivos, 99 afogados, 26 quebrados na roda, 1 esquartejado vivo, 2 enterrados vivos, 1 trancado vivo e o último foi empalado. Os últimos três métodos de execução foram utilizados no século XV, o afogamento foi interrompido em 1613.
Em 1835, a guilhotina foi adicionada, embora muitos cantões permitissem que a pessoa escolher entre dois métodos. Uma das últimas pessoas a serem executadas à espada foi Niklaus Emmenegger, em Lucerna, em 6 de julho de 1867. Geneviève Guénat, a última mulher a ser executada, foi decapitada por esse método em Delsberg, Berna, em 7 de setembro de 1862, e Héli Freymond em Vaud, em 11 de janeiro de 1868. Em 1848, a constituição proibia a pena de morte por crimes políticos. Em 1874, com a introdução da nova constituição federal em 1874, ela foi abolida em todo o país. No entanto, devido a um aumento do crime - muito devido à depressão econômica na época - a pena de morte foi reintroduzida em 1879. A revogação da proibição, no entanto, não era obrigatória e apenas vários cantões optaram por restabelecer a penalidade no nível cantonal. 

## Abolição (1937-1942)
Em 21 de dezembro de 1937, a Assembleia Federal da Suíça adotou o primeiro código criminal nacional. Aboliu a pena de morte, prevista em vários códigos criminais cantonais. O novo código foi ratificado por referendo em 3 de julho de 1938 e entrou em vigor em 1 de janeiro de 1942. A última pessoa a ser condenada à morte por um tribunal civil e executada foi Hans Vollenweider, condenado por três assassinatos e executado em 18 de outubro de 1940 em Sarnen, Obwalden. Devido à iminente abolição, o veredicto de Vollenweider - realizado com uma guilhotina emprestada de Lucerna - foi controverso. 
A lei militar suíça, no entanto, ainda previa a pena de morte por traição e alguns outros crimes militares, como a deserção diante do inimigo. Durante a Segunda Guerra Mundial, 30 pessoas foram condenadas à morte, e 17 delas foram executadas antes do final da guerra. Esta lei foi abolida pela Assembleia Federal em 20 de março de 1992, após uma iniciativa parlamentar de Massimo Pini, do Partido Democrata Livre da Suíça. A Constituição Federal Suíça de 1999 proibiu a pena de morte no nível constitucional. 

## Iniciativas de reintrodução
Até o momento, foram lançadas duas iniciativas para alterar a Constituição e prever a reintrodução da pena de morte. O primeiro, em 1985, tornaria o tráfico de drogas punível com a morte. Não conseguiu coletar as 100.000 assinaturas necessárias para um referendo nacional vinculativo.
Em agosto de 2010, familiares de uma vítima de assassinato lançaram outra iniciativa de emenda constitucional para prever pena de morte em casos de assassinato combinados com violência sexual. A iniciativa rapidamente se viu no centro das atenções do público e foi amplamente rejeitada pelos líderes políticos; foi retirado um dia após a sua publicação oficial.